# Comuna Mogoșești-Siret, Iași
Mogoșești-Siret (în trecut, Mogoșești, în maghiară Magosfalva) este o comună în județul Iași, Moldova, România, formată din satele Mogoșești-Siret (reședința), Muncelu de Sus și Tudor Vladimirescu.

## Geografie

### Așezare
Comuna se află în partea de vest a județului, pe malul drept al Siretului. Este străbătută de șoseaua județeană DJ208, care o leagă spre sud de Hălăucești, Mircești și în județul Neamț de Săbăoani (unde se termină în DN2), și spre nord de Stolniceni-Prăjescu, Pașcani (unde se intersectează cu DN28A), Valea Seacă, Lespezi, și mai departe în județul Suceava la Dolhasca, Dolhești, Preutești și Fălticeni (unde se termină tot în DN2). Este străbătută și de calea ferată Roman-Suceava, pe care este deservită de halta de călători Mogoșești și de stația Muncelu.
Ocupă o parte din terasa inferioară precum și din terasa superioară a râului Siret, prin așezarea satului Mogoșești-Siret și ajunge la cota cea mai înaltă de 320 m față de nivelul Mării Negre în satul Muncelu de Sus.
La est se mărginește cu comuna Alexandru Ioan Cuza, la sud comuna Hălăucești, județul Iași și Nisiporești județul Neamț, la vest comuna Tupilați (Hanul Ancuței) județul Neamț, de care o desparte drumul European E85 (București-Suceava) iar la nord comunele Miroslovești, satul Ciohorani și Stolniceni Prăjescu (satul Cozmești) ambele județul Iași.
Comuna Mogoșești-Siret se compune din următoarele trei sate: Mogoșești-Siret, Tudor Vladimirescu și Muncelu de Sus sun despărțite doar de unele ulițe, ne mai fiind distanța nelocuită între ele. Muncelu de Sus este așezat la doar 4 km de centrul de comună și se împarte în trei sectoare: Vale, Deal și Vie.
Relieful comunei este colinar ca formă și înfățișare, având variații de la luncă-Lunca Siretului-până la podiș partea cea mai înaltă în centrul satului Muncelu de Sus (320 m) - precum și cu cele două terase ale Siretului, aproape de același nivel cu lunca și care este inundabilă, iar a doua este mai înaltă pe unde trece șoseaua județeană și calea ferată București-Suceava.
Solul este brun-roșcat spre cernoziom degradat, iar în partea de către râul Siret și peste râu este un sol aluvionar în suprafața de 331 Ha. Solurile acide în diferite stadii de podzolire care ocupă circa 45% din suprafața totală a terasamentului agricol, solurile heto-argiloase ușor degradabile care ocupă 37% din suprafața agricolă și cernoziomul de luncă gleizat la bază lutos, luto-argilos pe depuneri aluvionare, cernoziomul de luncă slab aluvionat la suprafață, gleizat la baza depunerii aluvionare grele situate în partea centrală dintre râul Siret și mlaștină.

### Clima
Clima este temperat-continentală cu influențe asiatice mai mult evidente iarna. Vânturile principale care bat pe teritoriul comunei sunt: crivățul, bate din direcția N-NE în perioada iernii. Vântul de Sud-Vest un vânt cald care topește zăpezile și Băltărețul care suflă din direcția S-SE numai primăvara.

### Apele
Principala apă care trece prin comună este râul Siret de la Nord la Sud pe o distanță de 4 km. A fost folosit pentru irigații. În anii bogați în precipitații revarsă inundând circa 400-500 ha teren și chiar locuințele din partea de jos a satului Mogoșești.

### Flora
Vegetația în aparență o vegetație de silvostepă în realitate vegetația naturală este o vegetație foarte variată de cea de luncă până la etajul fagului și carpenului. Arborii sunt reprezentați prin plop, salcie, arin apoi ulm și ștejar, carpen și fag, a mai fost plantat și salcâm, celelalte plante sunt reprezentate de stuf, papuris, pir etc.

## Demografie
Componența etnică a comunei Mogoșești-Siret
     Români (91,74%)
     Alte etnii (8,26%)
Componența confesională a comunei Mogoșești-Siret
     Ortodocși (70,75%)
     Romano-catolici (16,07%)
     Alte religii (4,37%)
     Necunoscută (8,81%)
Conform recensământului efectuat în 2021, populația comunei Mogoșești-Siret se ridică la 3.111 locuitori, în scădere față de recensământul anterior din 2011, când fuseseră înregistrați 3.689 de locuitori. Majoritatea locuitorilor sunt români (91,74%). Din punct de vedere confesional, majoritatea locuitorilor sunt ortodocși (70,75%), cu minorități de romano-catolici (16,07%) și altele (2,73%), iar pentru 8,81% nu se cunoaște apartenența confesională.

## Politică și administrație
Comuna Mogoșești-Siret este administrată de un primar și un consiliu local compus din 13 consilieri. Primarul, Damian Butnariu[*], de la Partidul Național Liberal, este în funcție din 2004. Începând cu alegerile locale din 2024, consiliul local are următoarea componență pe partide politice:
|  | Partid                          | Consilieri | Componența Consiliului | Componența Consiliului | Componența Consiliului | Componența Consiliului | Componența Consiliului | Componența Consiliului | Componența Consiliului |
|  | ------------------------------- | ---------- | ---------------------- | ---------------------- | ---------------------- | ---------------------- | ---------------------- | ---------------------- | ---------------------- |
|  | Partidul Național Liberal       | 7          |                        |                        |                        |                        |                        |                        |                        |
|  | Alianța Dreapta Unită           | 4          |                        |                        |                        |                        |                        |                        |                        |
|  | Partidul Social Democrat        | 1          |                        |                        |                        |                        |                        |                        |                        |
|  | Alianța pentru Unirea Românilor | 1          |                        |                        |                        |                        |                        |                        |                        |

## Istorie
La sfârșitul secolului al XIX-lea, comuna purta denumirea de Mogoșești, făcea parte din plasa Moldova a județului Roman și era formată din satele Mogoșești și Muncelu de Sus, având în total 1797 de locuitori. În comună funcționau o școală mixtă, două biserici ortodoxe și două catolice. Anuarul Socec din 1925 consemnează comuna în aceeași plasă, având 1996 de locuitori în satele Mogoșești, Muncelu de Sus și Principesa Maria (sau Satu Nou).
Imediat după al Doilea Război Mondial, regimul comunist a impus schimbarea numelui satului Principesa Maria în Tudor Vladimirescu. În 1950, comuna a fost transferată raionului Pașcani din regiunea Iași. În 1968, ea a trecut la județul Iași; pentru a evita confuzia de nume cu o altă comună aflată acum în aceeași unitate administrativă, atât comuna cât și satul ei de reședință au luat atunci denumirea de Mogoșești-Siret.

## Monumente istorice
Singurul obiectiv din comuna Mogoșești-Siret inclus în lista monumentelor istorice din județul Iași ca monument de interes local este situl arheologic de „la Groapă”, aflat pe malurile pârâului Gropi, la 500 m vest-sud-vest de satul Muncelu de Sus, și în care s-au găsit urme de așezări din Epoca Bronzului Târziu (cultura Noua), din perioada Latène (cultura geto-dacică) și din secolul al IV-lea e.n. (epoca daco-romană), precum și vatra fostului sat Balomirești, datând din secolul al XV-lea.